# Stacie Powell
Stacie Linda Powell (* 18. Dezember 1985 in Bristol) ist eine britische Wasserspringerin. Sie startet für den Verein Southampton Diving Academy in den Disziplinen 10-m-Turm- und Synchronspringen. In Synchronwettbewerben springt sie an der Seite von Tonia Couch.
Powell nahm an den Olympischen Spielen 2008 in Peking teil. Im 10-m-Turmspringen wurde sie Zehnte und im 10-m-Synchronspringen zusammen mit Couch Achte. Sie nahm bislang einmal an Weltmeisterschaften teil, 2007 in Melbourne wurde sie Neunte im 10-m-Synchronspringen. Ihr bestes Resultat bei Europameisterschaften war ein 13. Rang vom 10-m-Turm 2008 in Eindhoven.
2006 und 2010 nahm Powell an den Commonwealth Games teil. Sie startete jeweils im Turm- und Synchronspringen und erreichte immer einstellige Platzierungen, konnte jedoch keine Medaille erringen.
Zwischen 2002 und 2007 wurde sie viermal Britische Meisterin.